# Ист-Сайд
Ист-Сайд (англ. East Side, «восточная сторона») — крупный район Манхэттена. На севере Ист-Сайд ограничен проливом Харлем, на юге — 1-й улицей, на западе — Пятой авеню, на востоке — проливом Ист-Ривер. Основные кварталы, входящие в Ист-Сайд (с юга на север):
- Нижний Ист-Сайд
- Карнеги-Хилл
- Ист-Виллидж
- Грамерси-парк
- Кипс-Бей
- Марри-Хилл
- Тертл-Бей
- Верхний Ист-Сайд
- Йорквилл
- Восточный Гарлем

Между Третьей авеню и проливом Ист-Ривер в основном проживает либеральная интеллигенция, относящаяся к верхнему среднему классу. В этом районе расположены элитарные кафе и кинотеатры. Всего в 2009 году в Ист-Сайде насчитывалось приблизительно 550 000 жителей. Основными автомагистралями, обслуживающими Ист-Сайд, являются Ист-Ривер-драйв и Харлем-Ривер-драйв. Под Ист-Сайдом пролегает линия Лексингтон-авеню Нью-Йоркского метро, а 1 января 2017 года открылись первые три станции линии Второй авеню.